# 吕祖阁
吕祖阁是北京市西城区和平门内的新壁街上的一座道教正一道宫观。

## 历史
吕祖阁是主祀吕岩（吕洞宾）的道教宫观，建于清朝初年。如今该庙正面在新壁街41号，后门在明光胡同6号。该庙是北京城内现存的主祀吕洞宾的规模最大、等级最高的道教官观。
1941年，吕祖阁成为华北道教总会会址。中华人民共和国成立后，吕祖阁归中华人民共和国水利部所有。1984年，吕祖阁被列为北京市文物保护单位。

## 建筑
吕祖阁坐北朝南，主要建筑依次为山门、钟鼓楼、前殿、中殿、后殿等。

## 庙会
每月初一、十五，吕祖阁开庙两天。每年四月十四日为吕祖诞辰，吕祖阁开放一天。
吕祖阁早年香火兴盛。庙内设有“孚佑帝君灵签”，香客可求财问喜。有的香客还接香灰，以黄纸包起来，称之为“炉药”，用来治病。